# Марченко Іван Миколайович
Іва́н Микола́йович Ма́рченко (16 листопада 1984 — 20 січня 2015) — солдат Збройних сил України, учасник російсько-української війни. Один із «кіборгів».

## Життєвий шлях
У часі війни солдат, 81-ша окрема аеромобільна бригада — 90-й окремий аеромобільний батальйон, псевдо «Мім».
20 січня 2015-го зник безвісти під час бою з російськими збройними формуваннями за Донецький аеропорт — під час прориву для евакуації поранених, із пораненими залишався комбат Олег Кузьміних. Загинув під уламками Донецького аеропорту, зазнавши перед тим поранення в ногу та голову.
Впізнаний за експертизою ДНК.
25 квітня 2015-го похований в селі Світильня. Без Івана лишились мама, сестри Альона та Люба.

## Нагороди та вшанування
- Указом Президента України № 282/2015 від 23 травня 2015 року, «за особисту мужність і високий професіоналізм, виявлені у захисті державного суверенітету та територіальної цілісності України, вірність військовій присязі», нагороджений орденом «За мужність» III ступеня (посмертно)[1].
- Нагороджений нагрудним знаком «За оборону Донецького аеропорту» (посмертно).
- Вшановується в меморіальному комплексі «Зала пам'яті», в щоденному ранковому церемоніалі 20 січня[2][3].